# Museo Ferroviario de Puerto Deseado
El Museo Ferroviario es un museo que se encuentra en las dependencias del edificio de la antigua estación Puerto Deseado del Ferrocarril Patagónico.  La estación Puerto Deseado era la más importante y unía esta ciudad con Las Heras. La estación se inauguró en 1909, y el tren circuló por última vez en julio de 1978. Es atendido por miembros de la asociación ferroviaria 20 de Septiembre, conformada por extrabajadores ferroviarios y sus descendientes.

## Características
El museo se inauguró en el año 2004 y depende de la Asociación Ferroviaria 20 de Septiembre. El nombre de la asociación proviene de ser ese día del año 1909 cuando la locomotora N.º 163 recorrió los primeros 1000 metros de este ramal. Se exhiben fotografías y textos con datos que explican la historia del Ferrocarril Patagónico, desde su creación en 1909 hasta su cierre en 1978. Este museo surge a partir de la inquietud de ex ferroviarios y colaboradores quienes en el año 2003 se unen esfuerzos para lograr recuperar la estación y parte de la historia de la localidad de Puerto Deseado. El museo es íntegramente manejado por ex ferroviarios, quienes trabajan por la conservación del espíritu ferroviario tan particular del lugar, el que hasta su cierre constituyó una institución central para la vida social y la actividad económica local.
En la planta baja del edificio de la estación se encuentran objetos pertenecientes al ramal, muebles de la época de la construcción, elementos técnicos, herramientas, viejos equipos de comunicación, etc. La planta alta y altillo estuvieron desocupadas por varios años. Posteriormente, en la primera planta se realizan distintos tipos de exposiciones temporarias que desde 2019 terminaron de dar forma a un nuevo museo conocido Museo del Pueblo. En los últimos años los pobladores pudieron reunir gran variedad de elementos antiguos de la vida cotidiana de los pioneros deseadenses a lo largo de las dos plantas restantes de la exestación. 
El objetivo del museo es ofrecer al visitante un recorrido por la historia del ramal, sus personajes, sus anécdotas, así como los elementos de comunicación de aquella época. A su vez, las características edilicias y la belleza de la estación constituyen un atractivo turístico por excelencia.
También funciona el edificio de la estación un bar y confitería llamado "La Cueva" (al igual que el que existía hasta el cierre del ramal) donde se puede consumir cerveza artesanal y disfrutar de una variedad de pizzas con historia.
 

Otro museo vecino a la estación resguarda elementos que pertenecieron al Policlínico Ferroviario. Este edificio histórico funcionaba anexo de similares características constructivas al de la estación. 

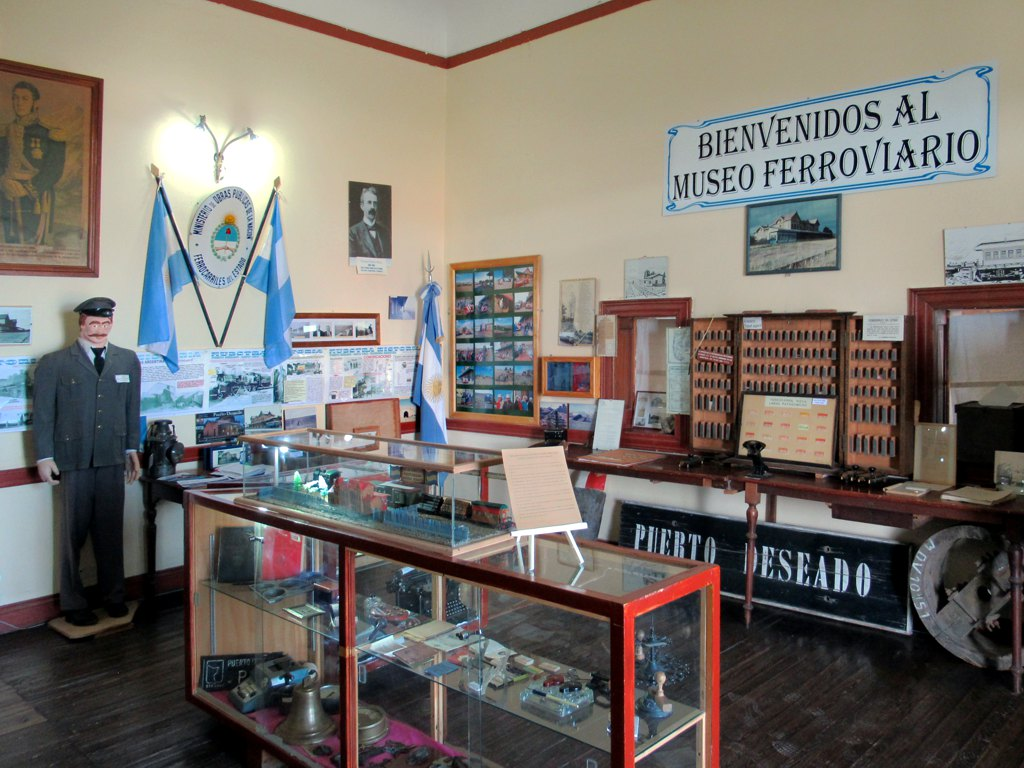
La muestra con uno de los carteles originales del a estación.
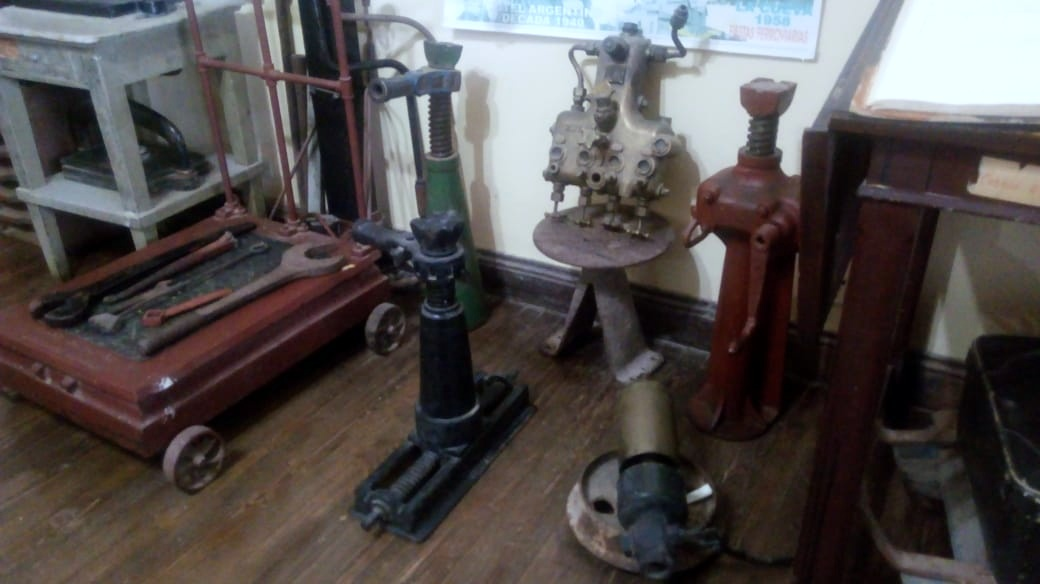
Reliquias ferroviarias en la ex estación.
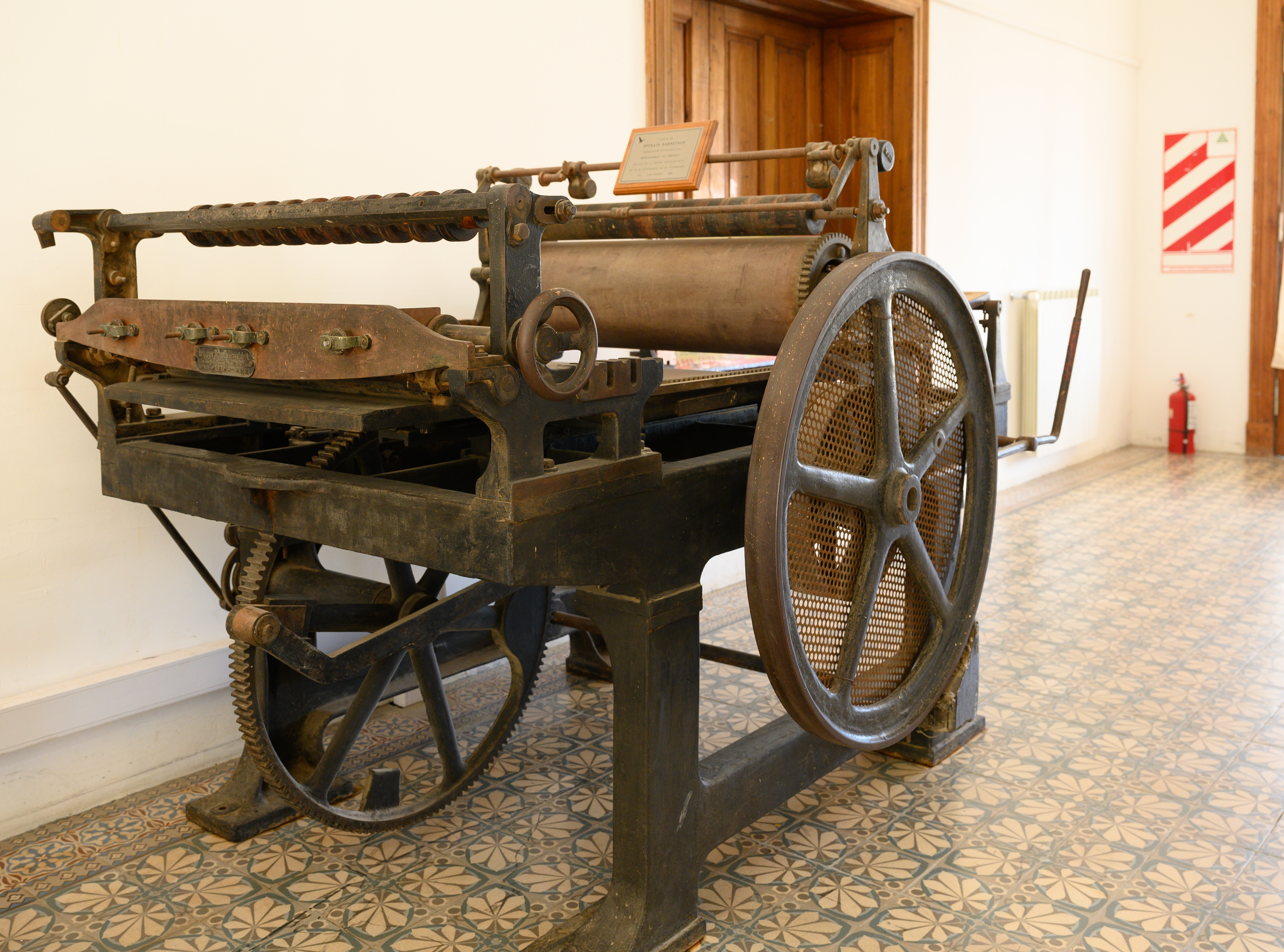
Antigua imprenta de 1900 en el museo vecino del Pueblo.
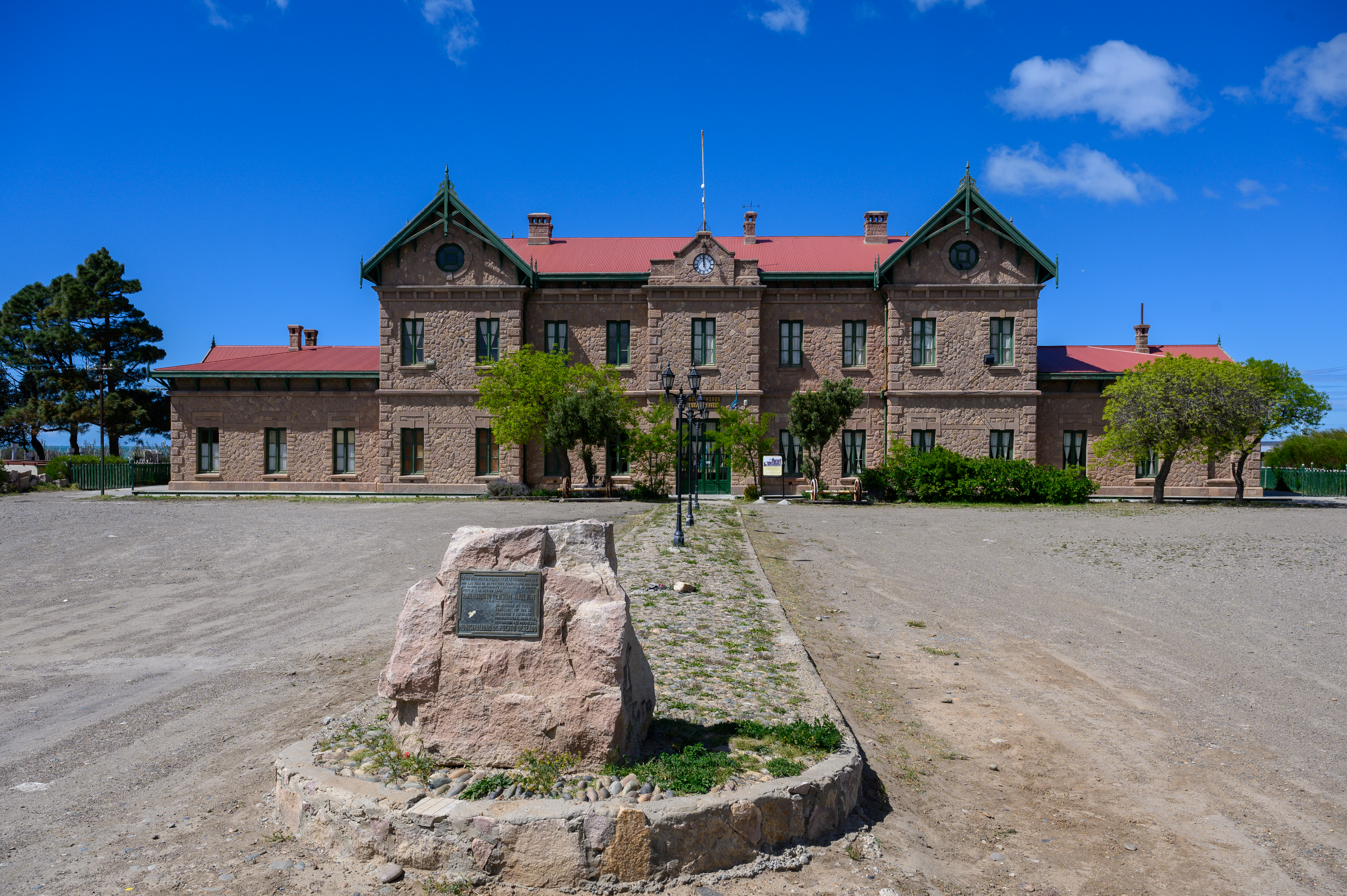
La estación tras una restauración y con una placa conmemorando su centenario.